# Cardiophorus tenellus
Cardiophorus tenellus is een keversoort uit de familie kniptorren (Elateridae). De wetenschappelijke naam van de soort is voor het eerst geldig gepubliceerd in 1857 door Reiche & Saulcy.